# Eli Dershwitz
Eli Dershwitz (ur. 23 września 1995 w Bostonie) – amerykański szablista, trzykrotny medalista mistrzostw świata.
W 2015 roku zdobył złoto indywidualnie i brąz drużynowo na mistrzostwach świata juniorów w Taszkencie.
Podczas mistrzostw świata w Wuxi w 2018 roku wywalczył srebrny medal w turnieju indywidualnym. W walce finałowej przegrał z Koreańczykiem Kim Jung-hwanem. W tej samej konkurencji wywalczył złoty medal na mistrzostwach świata w Mediolanie w 2023 roku. Na tej samej imprezie Amerykanie w składzie: Eli Dershwitz, Andrew Doddo, Colin Heathcock i Mitchell Saron zajęli trzecie miejsce w zawodach drużynowych.
Wystartował na igrzyskach olimpijskich w Rio de Janeiro w 2016 roku, zajmując 19. miejsce indywidualnie. Na rozgrywanych cztery lata później igrzyskach olimpijskich w Tokio był ósmy drużynowo i dziewiąty indywidualnie.
Ponadto zdobył złote medale indywidualnie i drużynowo na igrzyskach panamerykańskich w Toronto (2015) oraz drużynowo na igrzyskach panamerykańskich w Limie (2019).